# 澁谷祐太朗
澁谷 祐太朗（しぶや ゆうたろう、1997年9月16日 - ）は、宮崎放送（MRT）のアナウンサー。

## 来歴
神奈川県相模原市出身。神奈川県立相模原高等学校、横浜国立大学経営学部国際経営学科卒業。
大学を卒業後、2020年4月に宮崎放送に入社。アナウンス部に配属され、同期の山崎直人とともに同局のアナウンサーになる。

## 人物
学生時代に打ち込んでいたスポーツは野球で、小学2年生から大学4年生まで14年間続けていた。相模原高校では「公立の名将」と謳われた佐相眞澄の指導を受けた。

## 担当番組

### テレビ番組
- つづくさんのどようだよ (^^) [4]
- Check![5]
- みらい・みやざき まなび隊[5]
- THE TIME,（TBSテレビ） - 「列島リアルタイム中継」宮崎県担当リポーター[6]
- わけもん!![7]
- スポーツ中継[8]
  - 第97回選抜高等学校野球大会（GAORA） - 2回戦2試合、準々決勝1試合の実況を担当。

### ラジオ番組
- GO!GO!ワイド[7]
- ONE-J（TBSラジオ）
  - 2024年9月15日・22日 - 本仮屋ユイカのパートナーとして出演。
  - 2025年3月30日 - 「JRNアナウンサーのど自慢大会」に清水玲と共に出場（リモート）。